# Lucy Walker (alpinistka)
Lucy Walker (ur. 1836, zm. 10 września 1916 w Liverpoolu) – brytyjska alpinistka, pionierka kobiecego alpinizmu i pierwsza kobieta, która weszła na szczyty Matterhornu i Eigeru.
W sezonach letnich od 1858 do 1876 dokonała wielu pierwszych wejść kobiecych w Alpach Berneńskich i Pennińskich, zawsze w zespołach z ojcem, bratem i przewodnikiem. Poza Alpami prowadziła dostojne życie niezamężnej wiktoriańskiej damy. W 1907 była wśród pierwszych członkiń Ladies’ Alpine Club. Nie spisała wspomnień, drukiem nie ukazały się żadne jej teksty poza nekrologiem wspominającym jej przewodnika Melchiora Anderegga.

## Życiorys

### Wczesne lata
Urodziła się w 1836 w Kanadzie, w zamożnej brytyjskiej rodzinie. Jej matka, Jane McNeil, i ojciec, Frank Walker (1808-1872), pobrali się w 1835. Po narodzinach w 1838 syna (o imieniu Horace) rodzina przeniosła się do Liverpoolu, gdzie Frank Walker prowadził handel ołowiem. Zarówno ojciec, jak i brat byli alpinistami i od 1859 jednymi z pierwszych członków Alpine Club. Letnie miesiące cała czteroosobowa rodzina spędzała w Alpach – Frank i Horace zabierali Lucy na wspinaczki (po raz pierwszy gdy miała 22 lata), Jane dbała o ich zaprowiantowanie, ubiory i sprzęt. Lucy zaczęła chodzić po górach w 1858, kiedy lekarz zalecił wędrówki jako lekarstwo przeciw reumatyzmowi.

#### Okres wspinaczek w Alpach

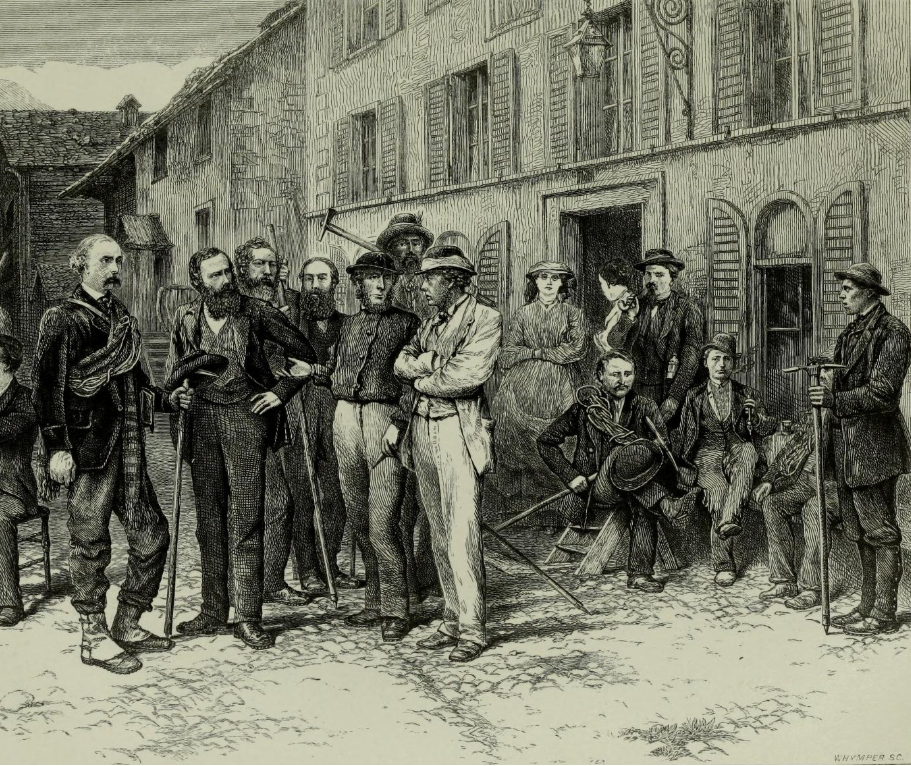
Rycina Edwarda Whympera The Club-Room of Zermatt, in 1864, po prawej w drzwiach Lucy Walker

Lucy Walker określana jest, np. w Oxford Dictionary of National Biography, jako pierwsza kobieta, która regularnie, każdego sezonu, wspinała się w Alpach. Jej towarzyszami byli ojciec, Frank Walker, i brat, Horace Walker, oraz przewodnik z Oberlandu Melchior Anderegg. Nakazy wiktoriańskiej przyzwoitości nie dopuszczały, by mogła się wspinać jedynie z przewodnikiem, obecność członka rodziny była de rigeur. (Kiedy w sezonie 1874 Horace Walker był w Kaukazie, Lucy po prostu nie pojechała w Alpy, a wzmianka o tym w nekrologu Lucy Walker w „Alpine Journal” w 1916 jest krótka bez wyjaśnień, gdyż zarówno dla autora nekrologu, jak i czytelników było to oczywiste.) Lucy Walker akceptowała także bardziej powierzchowne ówczesne nakazy kobiecej przyzwoitości i np. wychodząc na wspinaczki miała na sobie krynolinę, jak długo szła w zasięgu wzroku innych, pozbywała się jej jednak po wejściu w niezamieszkałe rejony. Jako kobieta nie mogła zostać formalnie przyjęta do Alpine Club, należała jednak do ścisłego kręgu brytyjskich alpinistów. Edward Whymper, inicjator wielu alpejskich wyczynów tamtego okresu, sportretował ją na rycinie The Club Room of Zermatt, in 1864 zamieszczonej w jego wspomnieniach Scrambles Amongst the Alps (wyd. 1871), choć ani w opisie tej ryciny, ani nigdzie indziej w tym utworze nie wspomniał o niej imiennie. Tanja Wirz (Wirz, 2007) w historii kobiecego alpinizmu w Szwajcarii wyjaśnia to sztywnością wiktoriańskiego obyczaju: Lucy Walker poważana była przez brytyjskich wspinaczy w Zermacie – była „jednym” z nich – ale podawanie jej imienia wykraczało poza konwenans. Drugą kobietą na rycinie, stojącą obok Lucy, jest wg Wirz prawdopodobnie Jane Walker, inną interpretację sugeruje Roche (Roche, 2020) w swojej pracy nt. alpinistek 2. połowy XIX wieku.

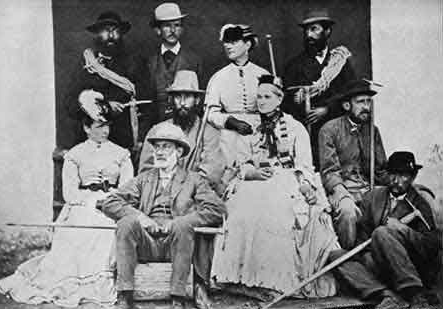
W tyle od lewej Jacob Anderegg, M.J. Moore, Lucy Walker, Melchior Anderegg; pośrodku od lewej Miss Hughes, Horace Walker, Jane Walker, A.W. Moore; na przodzie od lewej Frank Walker, Johann Jaun

Ponieważ w latach 50. i 60. XIX wieku w niższych lub łatwiejszych regionach Alp aktywnych było już wiele kobiet, wycieczki Lucy Walker – jak np. przejście przez przełęcze Monte Moro w masywie Monte Rosy i Théodul pod Matterhornem – nie były szerzej odnotowane. Do 1862 wspięła się na takie wybitne szczyty jak Monte Rosa (4634 m) i Mont Blanc (4806 m) oraz była w zespole, który w 1864 dokonał pierwszego wejścia na szczyt w Alpach Berneńskich Balmhorn (3698 m). W latach 60. rosła jej lista zarówno zdobytych szczytów w Valais i Oberlandzie, jak i pierwszych wejść kobiecych (por. zestawienie poniżej). Do takich sukcesów należy wejście na szczyt Eigeru (3967 m) 25 lipca 1864, pierwsze dokonane przez kobietę i czwarte w historii. Tych jej wyczynów nie odnotowywano poza najbliższym kręgiem partnerów wspinaczki. Ponieważ w wyższych rejonach nie było właściwie żadnych schronisk, wspinaczki rozpoczynały się od wymarszu około północy, co oznaczało co najmniej kilkunastogodzinny intensywny wysiłek. Lucy Walker dowiodła, że pod względem tempa oraz wytrzymałości fizycznej i psychicznej, także przez wielotygodniowe okresy intensywnych wspinaczek, w pełni dorównywała mężczyznom.
Sławę przyniosło jej dokonane w zespole z ojcem, wówczas 63-letnim, i Melchiorem Andereggiem pierwsze kobiece wejście na Matterhorn, dokonane 21 lipca 1871. Było to 19. wejście na ten szczyt, sześć lat od jego zdobycia przez Edwarda Whympera. Tym wyczynem ubiegła planującą to samo amerykańską wspinaczkę, aktywną w Alpach w latach 1865–1876, Margaret „Meta” Brevoort. Choć nadal nie brakowało głosów krytycznych wobec kobiecego alpinizmu jako „niegodnych damie” poczynań, zaczął on – dzięki Lucy Walker – zdobywać uznanie. Wyrazem tego może być wiersz pt. A Climbing Girl ogłoszony w numerze satyrycznego brytyjskiego pisma „Punch” z 26 sierpnia 1871, składający szczery hołd Lucy Walker jako zdobywczyni Matterhornu. Wiersz kończy następująca strofa:

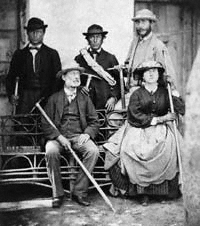
Lucy Walker z ojcem, z tyłu pośrodku Melchior Anderegg

No glacier can baffle, no precipice balk her,
No peak rise above her, however sublime.
Give three times three cheers for intrepid Miss Walker.

I say, my boys, doesn't she know how to climb
Z wyjątkiem trzech sezonów wspinaczkowych: w 1861, 1872 (kiedy zmarł jej ojciec) i 1874 (kiedy jej brat był w Kaukazie) wspinała się intensywnie w Alpach do 1879. Od tego roku, idąc za poradą lekarską, by dla ochrony zdrowia zaprzestać długich tur wspinaczkowych, ograniczała się do pieszych wycieczek. Według listy sporządzonej przez nią i jej partnerów wspinaczkowych, Lucy Walker dokonała 95 wspinaczek zakończonych zdobyciem szczytu, z trzech prób wycofano się. Wiele dróg, które przeszła, uważanych jest nadal za wyjątkowo niebezpieczne, jak np. grań Liskamm czy Aiguille Verte.
| ? lipca 1860        | Strahlhorn (4190 m)                  | Alpy Pennińskie               |
| 9 lipca 1862        | Finsteraarhorn (4274 m)              | Alpy Berneńskie               |
| 16-17 lipca 1863    | Zumsteinspitze (4563 m)              | Alpy Pennińskie               |
| 4-5 lipca 1864      | Grand Combin (4309 m)                | Alpy Pennińskie               |
| 12 lipca 1864       | Rimpfischhorn (4199 m)               | Alpy Pennińskie               |
| 21 lipca 1864       | Balmhorn (3697 m) – pierwsze wejście | Alpy Bernenńskie              |
| 25 lipca 1864       | Eiger (3967 m)                       | Alpy Berneńskie               |
| 27-28 czerwca 1866  | Wetterhorn (3690 m)                  | Alpy Berneńskie               |
| 13-14 lipca 1866    | Dom (4546 m)                         | Alpy Pennińskie               |
| 9 lipca 1866        | Weisshorn (4505 m)                   | Alpy Pennińskie               |
| 19-20 sierpnia 1867 | Schreckhorn (4078 m)                 | Alpy Berneńskie               |
| 23-24 lipca 1868    | Gross Fiescherhorn (4049 m)          | Alpy Berneńskie               |
| 20 lipca 1868       | Liskamm (4532 m)                     | Alpy Pennińskie               |
| 23-24 lipca 1869    | Piz Bernina (4048 m)                 | Berninagruppe, Alpy Wschodnie |
| 19-20 lipca 1870    | Aiguille Verte (4122 m)              | Masyw Mont Blanc              |
| 20-21 lipca 1871    | Matterhorn (4478 m)                  | Alpy Pennińskie               |

### Dalsza część życia
Przez kolejne trzy dekady regularnie odwiedzała Alpy, często zatrzymując się w Zermacie. Stałym towarzyszem spacerów pozostał Melchior Anderegg, z którym wiązała ją serdeczna przyjaźń aż do jego śmierci w 1912. W domu (South Lodge w Liverpoolu, gdzie mieszkała razem z bratem) była, jak potwierdzają jej współcześni, uroczą panią domu, władającą kilkoma językami wiktoriańską damą z pasją do sztuki hafciarskiej, w sportowej aktywności nie wychodzącą ponad partię krokieta. Nie przejawiała też zainteresowania kwestiami dotyczącymi sytuacji kobiet. Nigdy nie wyszła za mąż, co tłumaczy się być może tym, że jedynie jako kobieta niezamężna mogła cieszyć się swobodą decydowania o tym, jak spędza wakacje. Ani w okresie alpinistycznych sukcesów, ani później nie odeszła od konwencjonalnego w tamtej epoce ideału kobiety skromnej i nieszukającej rozgłosu. W 1909 została członkinią nowo utworzonego w Londynie Ladies’ Alpine Club, w latach 1913–1915 pełniła funkcję jego przewodniczącej pomimo słabnącego zdrowia. Zmarła po długiej chorobie 10 września 1916 w swoim domu w Liverpoolu.

## Inne opracowania
- Ważniejsze wzmianki na temat Lucy Walker i kontekstu historycznego jej górskiej aktywności zawierają m.in.:
- Fergus Fleming: Killing Dragons. The Conquest of the Alps. London: Granta Books, 2000. ISBN 978-1-86207-379-1.
- Fergus Fleming, Bernd Rullkötter (tłum.): Nach oben. Die ersten Eroberungen der Alpengipfel. München: Piper, 2006. ISBN 978-3-492-24751-1.
- Barbara Hodgson: No place for a lady. Tales of adventurous women travelers. Berkeley, Calif.: Ten Speed Press, 2002. ISBN 1-58008-441-9.